# ノースカロライナ州選出のアメリカ合衆国上院議員
ノースカロライナ州は1789年11月21日、議会に承認された。  

## 上院議員一覧
| 第2部 第2部の上院議員は西暦年を6で除算したときの剰余が3と等しい年が任期末である。最近では1996年, 2002年, 2008年,2014年,2020年に改選されている。次の選挙は2026年を予定している。 | 第2部 第2部の上院議員は西暦年を6で除算したときの剰余が3と等しい年が任期末である。最近では1996年, 2002年, 2008年,2014年,2020年に改選されている。次の選挙は2026年を予定している。 | 第2部 第2部の上院議員は西暦年を6で除算したときの剰余が3と等しい年が任期末である。最近では1996年, 2002年, 2008年,2014年,2020年に改選されている。次の選挙は2026年を予定している。 | 第2部 第2部の上院議員は西暦年を6で除算したときの剰余が3と等しい年が任期末である。最近では1996年, 2002年, 2008年,2014年,2020年に改選されている。次の選挙は2026年を予定している。 | 第2部 第2部の上院議員は西暦年を6で除算したときの剰余が3と等しい年が任期末である。最近では1996年, 2002年, 2008年,2014年,2020年に改選されている。次の選挙は2026年を予定している。 | 第2部 第2部の上院議員は西暦年を6で除算したときの剰余が3と等しい年が任期末である。最近では1996年, 2002年, 2008年,2014年,2020年に改選されている。次の選挙は2026年を予定している。 | 議会                                                                    | 第3部 第3部の上院議員は西暦年を6で除算したときの剰余が5と等しい年が任期末である。最近では1998年, 2004年,2010年,2016年に改選されている。次の選挙は2022年を予定している。 | 第3部 第3部の上院議員は西暦年を6で除算したときの剰余が5と等しい年が任期末である。最近では1998年, 2004年,2010年,2016年に改選されている。次の選挙は2022年を予定している。 | 第3部 第3部の上院議員は西暦年を6で除算したときの剰余が5と等しい年が任期末である。最近では1998年, 2004年,2010年,2016年に改選されている。次の選挙は2022年を予定している。 | 第3部 第3部の上院議員は西暦年を6で除算したときの剰余が5と等しい年が任期末である。最近では1998年, 2004年,2010年,2016年に改選されている。次の選挙は2022年を予定している。 | 第3部 第3部の上院議員は西暦年を6で除算したときの剰余が5と等しい年が任期末である。最近では1998年, 2004年,2010年,2016年に改選されている。次の選挙は2022年を予定している。 | 第3部 第3部の上院議員は西暦年を6で除算したときの剰余が5と等しい年が任期末である。最近では1998年, 2004年,2010年,2016年に改選されている。次の選挙は2022年を予定している。 |
| # | 氏名 | 所属政党 | 在職期間 | 選挙歴 | 任期 | 議会                                                                    | 任期 | 選挙歴 | 在職期間 | 所属政党 | 氏名 | # |
| 1 | サミュエル・ジョンストン | 親 政府党 | 1789年11月27日 – 1793年3月3日 | 1789年選出 | 1 | 1                                                                       | 1 | 1789年選出 | 1789年11月27日 – 1795年3月3日 | 親 政府党 | ベンジャミン・ホーキンズ | 1 |
| 1 | サミュエル・ジョンストン | 親 政府党 | 1789年11月27日 – 1793年3月3日 | 1789年選出 | 1 | 2                                                                       | 1 | 1789年選出 | 1789年11月27日 – 1795年3月3日 | 親 政府党 | ベンジャミン・ホーキンズ | 1 |
| 2 | アレクサンダー・マーティン | 反 政府党 | 1793年3月4日 – 1799年3月3日 | 1792年選出 再選に失敗 | 2 | 3                                                                       | 1 | 1789年選出 | 1789年11月27日 – 1795年3月3日 | 反 政府党 | ベンジャミン・ホーキンズ | 1 |
| 2 | アレクサンダー・マーティン | 民主 共和党 | 1793年3月4日 – 1799年3月3日 | 1792年選出 再選に失敗 | 2 | 4                                                                       | 2 | 1794年選出 | 1795年3月4日 – 1801年3月3日 | 民主 共和党 | ティモシー・ブラッドワース | 2 |
| 2 | アレクサンダー・マーティン | 民主 共和党 | 1793年3月4日 – 1799年3月3日 | 1792年選出 再選に失敗 | 2 | 5                                                                       | 2 | 1794年選出 | 1795年3月4日 – 1801年3月3日 | 民主 共和党 | ティモシー・ブラッドワース | 2 |
| 3 | ジェシー・フランクリン | 民主 共和党 | 1799年3月4日 – 1805年3月3日 | 1799年選出 再選に失敗 | 3 | 6                                                                       | 2 | 1794年選出 | 1795年3月4日 – 1801年3月3日 | 民主 共和党 | ティモシー・ブラッドワース | 2 |
| 3 | ジェシー・フランクリン | 民主 共和党 | 1799年3月4日 – 1805年3月3日 | 1799年選出 再選に失敗 | 3 | 7                                                                       | 3 | 1800年選出 州最高裁に戻るため辞職 | 1801年3月4日 – 1807年2月17日 | 民主 共和党 | デイヴィッド・ストーン | 3 |
| 3 | ジェシー・フランクリン | 民主 共和党 | 1799年3月4日 – 1805年3月3日 | 1799年選出 再選に失敗 | 3 | 8                                                                       | 3 | 1800年選出 州最高裁に戻るため辞職 | 1801年3月4日 – 1807年2月17日 | 民主 共和党 | デイヴィッド・ストーン | 3 |
| 4 | ジェイムズ・ターナー | 民主 共和党 | 1805年3月4日 – 1816年11月21日 | 1804年選出 | 4 | 9                                                                       | 3 | 1800年選出 州最高裁に戻るため辞職 | 1801年3月4日 – 1807年2月17日 | 民主 共和党 | デイヴィッド・ストーン | 3 |
| 4 | ジェイムズ・ターナー | 民主 共和党 | 1805年3月4日 – 1816年11月21日 | 1804年選出 | 4 | 9                                                                       | 3 | | 1807年2月17日 – 1807年3月3日 | 空席 | 空席 | 空席 |
| 4 | ジェイムズ・ターナー | 民主 共和党 | 1805年3月4日 – 1816年11月21日 | 1804年選出 | 4 | 10                                                                      | 4 | 1806年選出 引退 | 1807年3月4日 – 1813年3月3日 | 民主 共和党 | ジェシー・フランクリン | 4 |
| 4 | ジェイムズ・ターナー | 民主 共和党 | 1805年3月4日 – 1816年11月21日 | 1804年選出 | 4 | 11                                                                      | 4 | 1806年選出 引退 | 1807年3月4日 – 1813年3月3日 | 民主 共和党 | ジェシー・フランクリン | 4 |
| 4 | ジェイムズ・ターナー | 民主 共和党 | 1805年3月4日 – 1816年11月21日 | 1811年再選 病気のため辞職 | 5 | 12                                                                      | 4 | 1806年選出 引退 | 1807年3月4日 – 1813年3月3日 | 民主 共和党 | ジェシー・フランクリン | 4 |
| 4 | ジェイムズ・ターナー | 民主 共和党 | 1805年3月4日 – 1816年11月21日 | 1811年再選 病気のため辞職 | 5 | 13                                                                      | 5 | 1813年選出 辞職 | 1813年3月4日 – 1814年12月24日 | 民主 共和党 | デイヴィッド・ストーン | 5 |
| 4 | ジェイムズ・ターナー | 民主 共和党 | 1805年3月4日 – 1816年11月21日 | 1811年再選 病気のため辞職 | 5 | 13                                                                      | 5 | | 1814年12月24日 – 1814年12月 | 空席 | 空席 | 空席 |
| 4 | ジェイムズ・ターナー | 民主 共和党 | 1805年3月4日 – 1816年11月21日 | 1811年再選 病気のため辞職 | 5 | 13                                                                      | 5 | ストーンの任期を満了するため選出 資格を得る前に辞職 | 1814年12月 – 1815年12月5日 | 民主 共和党 | フランシス・ロック | 6 |
| 4 | ジェイムズ・ターナー | 民主 共和党 | 1805年3月4日 – 1816年11月21日 | 1811年再選 病気のため辞職 | 5 | 14                                                                      | 5 | ストーンの任期を満了するため選出 資格を得る前に辞職 | 1814年12月 – 1815年12月5日 | 民主 共和党 | フランシス・ロック | 6 |
| 4 | ジェイムズ・ターナー | 民主 共和党 | 1805年3月4日 – 1816年11月21日 | 1811年再選 病気のため辞職 | 5 |                                                                         | 5 | 1815年12月5日 – 1815年12月13日 | 空席 | 空席 | 空席 | |
| 4 | ジェイムズ・ターナー | 民主 共和党 | 1805年3月4日 – 1816年11月21日 | 1811年再選 病気のため辞職 | 5 | ロックの任期を満了するため選出                                          | 5 | 1815年12月13日 – 1828年11月14日 | 民主 共和党 | ナサニエル・メイコン | 7 | |
| 空席 | 空席 | 空席 | 1816年11月21日 – 1816年12月4日 | | 5 | ロックの任期を満了するため選出                                          | 5 | 1815年12月13日 – 1828年11月14日 | 民主 共和党 | ナサニエル・メイコン | 7 | |
| 5 | モントフォート・ストークス | 民主 共和党 | 1816年12月4日 – 1823年3月3日 | ターナーの任期を満了するため選出 | 5 | ロックの任期を満了するため選出                                          | 5 | 1815年12月13日 – 1828年11月14日 | 民主 共和党 | ナサニエル・メイコン | 7 | |
| 5 | モントフォート・ストークス | 民主 共和党 | 1816年12月4日 – 1823年3月3日 | 1816年選出 再選に失敗 | 6 | ロックの任期を満了するため選出                                          | 5 | 1815年12月13日 – 1828年11月14日 | 民主 共和党 | ナサニエル・メイコン | 7 | 15 |
| 5 | モントフォート・ストークス | 民主 共和党 | 1816年12月4日 – 1823年3月3日 | 1816年選出 再選に失敗 | 6 | 16                                                                      | 6 | 1815年12月13日 – 1828年11月14日 | 民主 共和党 | ナサニエル・メイコン | 7 | 1819年選出 |
| 5 | モントフォート・ストークス | 民主 共和党 | 1816年12月4日 – 1823年3月3日 | 1816年選出 再選に失敗 | 6 | 17                                                                      | 6 | 1815年12月13日 – 1828年11月14日 | 民主 共和党 | ナサニエル・メイコン | 7 | 1819年選出 |
| 6 | ジョン・ブランチ | クロウフォード 共和党 | 1823年3月4日 – 1829年3月9日 | 1822年選出 | 7 | 18                                                                      | 6 | 1815年12月13日 – 1828年11月14日 | クロウフォード 共和党 | ナサニエル・メイコン | 7 | 1819年選出 |
| 6 | ジョン・ブランチ | ジャクソニアン党 | 1823年3月4日 – 1829年3月9日 | 1822年選出 | 7 | 19                                                                      | 7 | 1815年12月13日 – 1828年11月14日 | 1825年再選 辞職 | ナサニエル・メイコン | 7 | ジャクソニアン党 |
| 6 | ジョン・ブランチ | ジャクソニアン党 | 1823年3月4日 – 1829年3月9日 | 1822年選出 | 7 | 20                                                                      | 7 | 1815年12月13日 – 1828年11月14日 | 1825年再選 辞職 | ナサニエル・メイコン | 7 | ジャクソニアン党 |
| 6 | ジョン・ブランチ | ジャクソニアン党 | 1823年3月4日 – 1829年3月9日 | 1822年選出 | 7 |                                                                         | 7 | 1828年11月14日 – 1828年12月15日 | 空席 | 空席 | 空席 | |
| 6 | ジョン・ブランチ | ジャクソニアン党 | 1823年3月4日 – 1829年3月9日 | 1822年選出 | 7 | メイコンの任期を満了するため選出 引退                                   | 7 | 1828年12月15日 – 1831年3月3日 | ジャクソニアン党 | ジェイムズ・アイアデル・ジュニア | 8 | |
| 6 | ジョン・ブランチ | ジャクソニアン党 | 1823年3月4日 – 1829年3月9日 | 1828年再選 海軍長官就任のため辞職 | 8 | メイコンの任期を満了するため選出 引退                                   | 7 | 1828年12月15日 – 1831年3月3日 | ジャクソニアン党 | ジェイムズ・アイアデル・ジュニア | 8 | 21 |
| 空席 | 空席 | 空席 | 1829年3月9日 – 1829年12月9日 | | 8 | メイコンの任期を満了するため選出 引退                                   | 7 | 1828年12月15日 – 1831年3月3日 | ジャクソニアン党 | ジェイムズ・アイアデル・ジュニア | 8 | 21 |
| 7 | ベッドフォード・ブラウン | ジャクソニアン党 | 1829年12月9日 – 1840年11月16日 | ブランチの任期を満了するため選出 | 8 | メイコンの任期を満了するため選出 引退                                   | 7 | 1828年12月15日 – 1831年3月3日 | ジャクソニアン党 | ジェイムズ・アイアデル・ジュニア | 8 | 21 |
| 7 | ベッドフォード・ブラウン | ジャクソニアン党 | 1829年12月9日 – 1840年11月16日 | ブランチの任期を満了するため選出 | 8 | 22                                                                      | 8 | 1830年選出 辞職 | 1831年3月4日 – 1836年3月19日 | ジャクソニアン党 | ウィリー・マンガム | 9 |
| 7 | ベッドフォード・ブラウン | ジャクソニアン党 | 1829年12月9日 – 1840年11月16日 | ブランチの任期を満了するため選出 | 8 | 23                                                                      | 8 | 1830年選出 辞職 | 1831年3月4日 – 1836年3月19日 | 反ジャクソニアン党 | ウィリー・マンガム | 9 |
| 7 | ベッドフォード・ブラウン | ジャクソニアン党 | 1829年12月9日 – 1840年11月16日 | 1835年再選 辞職 | 9 | 24                                                                      | 8 | 1830年選出 辞職 | 1831年3月4日 – 1836年3月19日 | 反ジャクソニアン党 | ウィリー・マンガム | 9 |
| 7 | ベッドフォード・ブラウン | ジャクソニアン党 | 1829年12月9日 – 1840年11月16日 | 1835年再選 辞職 | 9 | 24                                                                      | 8 | | 1836年3月19日 – 1836年12月5日 | 空席 | 空席 | 空席 |
| 7 | ベッドフォード・ブラウン | ジャクソニアン党 | 1829年12月9日 – 1840年11月16日 | 1835年再選 辞職 | 9 | 24                                                                      | 8 | マンガムの任期を満了するため選出 | 1836年12月5日 – 1840年11月16日 | ジャクソニアン党 | ロバート・ストレンジ | 10 |
| 7 | ベッドフォード・ブラウン | 民主党 | 1829年12月9日 – 1840年11月16日 | 1835年再選 辞職 | 9 | 25                                                                      | 9 | 1836年選出 辞職 | 1836年12月5日 – 1840年11月16日 | 民主党 | ロバート・ストレンジ | 10 |
| 7 | ベッドフォード・ブラウン | 民主党 | 1829年12月9日 – 1840年11月16日 | 1835年再選 辞職 | 9 | 26                                                                      | 9 | 1836年選出 辞職 | 1836年12月5日 – 1840年11月16日 | 民主党 | ロバート・ストレンジ | 10 |
| 空席 | 空席 | 空席 | 1840年11月16日 – 1840年11月25日 | | 9 |                                                                         | 9 | 1840年11月16日 – 1840年11月25日 | 空席 | 空席 | 空席 | |
| 8 | ウィリー・マンガム | ホイッグ党 | 1840年11月25日 – 1853年3月3日 | ブラウンの任期を満了するため選出 | 9 | ストレンジの任期を満了するため選出                                      | 9 | 1840年11月25日 – 1843年3月3日 | ホイッグ党 | ウィリアム・アレクサンダー・グラアム | 11 | |
| 8 | ウィリー・マンガム | ホイッグ党 | 1840年11月25日 – 1853年3月3日 | 1841年選出 | 10 | ストレンジの任期を満了するため選出                                      | 9 | 1840年11月25日 – 1843年3月3日 | ホイッグ党 | ウィリアム・アレクサンダー・グラアム | 11 | 27 |
| 8 | ウィリー・マンガム | ホイッグ党 | 1840年11月25日 – 1853年3月3日 | 1841年選出 | 10 | 28                                                                      | 10 | 1843年選出. 辞職 | 1843年3月4日 – 1846年7月25日 | 民主党 | ウィリアム・ヘイウッド・ジュニア | 12 |
| 8 | ウィリー・マンガム | ホイッグ党 | 1840年11月25日 – 1853年3月3日 | 1841年選出 | 10 | 29                                                                      | 10 | 1843年選出. 辞職 | 1843年3月4日 – 1846年7月25日 | 民主党 | ウィリアム・ヘイウッド・ジュニア | 12 |
| 8 | ウィリー・マンガム | ホイッグ党 | 1840年11月25日 – 1853年3月3日 | 1841年選出 | 10 |                                                                         | 10 | 1846年7月25日 – 1846年11月25日 | 空席 | 空席 | 空席 | |
| 8 | ウィリー・マンガム | ホイッグ党 | 1840年11月25日 – 1853年3月3日 | 1841年選出 | 10 | ヘイウッドの任期を満了するため選出                                      | 10 | 1846年11月25日 – 1855年3月3日 | ホイッグ党 | ジョージ・バジャー | 13 | |
| 8 | ウィリー・マンガム | ホイッグ党 | 1840年11月25日 – 1853年3月3日 | 1847年再選 再選に失敗 | 11 | ヘイウッドの任期を満了するため選出                                      | 10 | 1846年11月25日 – 1855年3月3日 | ホイッグ党 | ジョージ・バジャー | 13 | 30 |
| 8 | ウィリー・マンガム | ホイッグ党 | 1840年11月25日 – 1853年3月3日 | 1847年再選 再選に失敗 | 11 | 31                                                                      | 11 | 1846年11月25日 – 1855年3月3日 | ホイッグ党 | ジョージ・バジャー | 13 | 1849年再選 引退 |
| 8 | ウィリー・マンガム | ホイッグ党 | 1840年11月25日 – 1853年3月3日 | 1847年再選 再選に失敗 | 11 | 32                                                                      | 11 | 1846年11月25日 – 1855年3月3日 | ホイッグ党 | ジョージ・バジャー | 13 | 1849年再選 引退 |
| 空席 | 空席 | 空席 | 1853年3月4日 – 1854年12月6日 | 州議会が選出に失敗 | 12 | 33                                                                      | 11 | 1846年11月25日 – 1855年3月3日 | ホイッグ党 | ジョージ・バジャー | 13 | 1849年再選 引退 |
| 9 | デヴィッド・リード | 民主党 | 1854年12月6日 – 1859年3月3日 | 空席間の任期を満了するため選出 再選に失敗 | 12 | 33                                                                      | 11 | 1846年11月25日 – 1855年3月3日 | ホイッグ党 | ジョージ・バジャー | 13 | 1849年再選 引退 |
| 9 | デヴィッド・リード | 民主党 | 1854年12月6日 – 1859年3月3日 | 空席間の任期を満了するため選出 再選に失敗 | 12 | 34                                                                      | 12 | 1855年選出 地裁裁判官就任のため辞職 | 1855年3月4日 – 1858年3月5日 | 民主党 | エイサ・ビッグス | 14 |
| 9 | デヴィッド・リード | 民主党 | 1854年12月6日 – 1859年3月3日 | 空席間の任期を満了するため選出 再選に失敗 | 12 | 35                                                                      | 12 | 1855年選出 地裁裁判官就任のため辞職 | 1855年3月4日 – 1858年3月5日 | 民主党 | エイサ・ビッグス | 14 |
| 9 | デヴィッド・リード | 民主党 | 1854年12月6日 – 1859年3月3日 | 空席間の任期を満了するため選出 再選に失敗 | 12 |                                                                         | 12 | 1858年5月5日 – 1858年5月7日 | 空席 | 空席 | 空席 | |
| 9 | デヴィッド・リード | 民主党 | 1854年12月6日 – 1859年3月3日 | 空席間の任期を満了するため選出 再選に失敗 | 12 | ビッグスの任期を引き継ぐため任命                                        | 12 | 1858年5月7日 – 1861年3月11日 | 民主党 | トーマス・クリングマン | 15 | |
| 9 | デヴィッド・リード | 民主党 | 1854年12月6日 – 1859年3月3日 | 空席間の任期を満了するため選出 再選に失敗 | 12 | 1858年11月23日ビッグスの任期を満了するため選出                          | 12 | 1858年5月7日 – 1861年3月11日 | 民主党 | トーマス・クリングマン | 15 | |
| 10 | トマス・ブラッグ | 民主党 | 1859年3月4日 – 1861年3月6日 | 1858年 or 1859年選出 辞職、その後アメリカ連合国支援のため除名 | 13 | 36                                                                      | 12 | 1858年5月7日 – 1861年3月11日 | 民主党 | トーマス・クリングマン | 15 | |
| 10 | トマス・ブラッグ | 民主党 | 1859年3月4日 – 1861年3月6日 | 1858年 or 1859年選出 辞職、その後アメリカ連合国支援のため除名 | 13 | 37                                                                      | 13 | 1858年5月7日 – 1861年3月11日 | 民主党 | トーマス・クリングマン | 15 | 1861再選 辞職、その後アメリカ連合国支援のため除名 |
| 10 | トマス・ブラッグ | 民主党 | 1859年3月4日 – 1861年3月6日 | 1858年 or 1859年選出 辞職、その後アメリカ連合国支援のため除名 | 13 | 37                                                                      | 13 | 南北戦争とレコンストラクション | 1861年3月11日 – 1868年7月14日 | 空席 | 空席 | 空席 |
| 空席 | 空席 | 空席 | 1861年7月11日 – 1868年7月14日 | 南北戦争とレコンストラクション | 13 | 37                                                                      | 13 | 南北戦争とレコンストラクション | 1861年3月11日 – 1868年7月14日 | 空席 | 空席 | 空席 |
| 空席 | 空席 | 空席 | 1861年7月11日 – 1868年7月14日 | 南北戦争とレコンストラクション | 13 | 38                                                                      | 13 | 南北戦争とレコンストラクション | 1861年3月11日 – 1868年7月14日 | 空席 | 空席 | 空席 |
| 空席 | 空席 | 空席 | 1861年7月11日 – 1868年7月14日 | 南北戦争とレコンストラクション | 14 | 39                                                                      | 13 | 南北戦争とレコンストラクション | 1861年3月11日 – 1868年7月14日 | 空席 | 空席 | 空席 |
| 空席 | 空席 | 空席 | 1861年7月11日 – 1868年7月14日 | 南北戦争とレコンストラクション | 14 | 40                                                                      | 14 | 南北戦争とレコンストラクション | 1861年3月11日 – 1868年7月14日 | 空席 | 空席 | 空席 |
| 11 | ジョーゼフ・アボット | 共和党 | 1868年7月14日 – 1871年3月3日 | 1868年空席間の任期を満了するため選出 再指名に失敗 | 14 | 40                                                                      | 14 | 1868年空席間の任期を満了するため選出 引退 | 1868年7月14日 – 1873年3月3日 | 共和党 | ジョン・プール | 16 |
| 11 | ジョーゼフ・アボット | 共和党 | 1868年7月14日 – 1871年3月3日 | 1868年空席間の任期を満了するため選出 再指名に失敗 | 14 | 41                                                                      | 14 | 1868年空席間の任期を満了するため選出 引退 | 1868年7月14日 – 1873年3月3日 | 共和党 | ジョン・プール | 16 |
| 空席 | 空席 | 空席 | 1871年3月4日 – 1872年1月30日 | 州議会が選出に失敗 | 15 | 42                                                                      | 14 | 1868年空席間の任期を満了するため選出 引退 | 1868年7月14日 – 1873年3月3日 | 共和党 | ジョン・プール | 16 |
| 12 | マット・W・ランソム | 民主党 | 1872年1月30日 – 1895年3月3日 | 空席間の任期を満了するため選出 | 15 | 42                                                                      | 14 | 1868年空席間の任期を満了するため選出 引退 | 1868年7月14日 – 1873年3月3日 | 共和党 | ジョン・プール | 16 |
| 12 | マット・W・ランソム | 民主党 | 1872年1月30日 – 1895年3月3日 | 空席間の任期を満了するため選出 | 15 | 43                                                                      | 15 | 1872年選出 再選に失敗 | 1873年3月4日 – 1879年3月3日 | 民主党 | オーガスタス・メリモン | 17 |
| 12 | マット・W・ランソム | 民主党 | 1872年1月30日 – 1895年3月3日 | 空席間の任期を満了するため選出 | 15 | 44                                                                      | 15 | 1872年選出 再選に失敗 | 1873年3月4日 – 1879年3月3日 | 民主党 | オーガスタス・メリモン | 17 |
| 12 | マット・W・ランソム | 民主党 | 1872年1月30日 – 1895年3月3日 | 1876年再選 | 16 | 45                                                                      | 15 | 1872年選出 再選に失敗 | 1873年3月4日 – 1879年3月3日 | 民主党 | オーガスタス・メリモン | 17 |
| 12 | マット・W・ランソム | 民主党 | 1872年1月30日 – 1895年3月3日 | 1876年再選 | 16 | 46                                                                      | 16 | 1879年選出 | 1879年3月4日 – 1894年4月14日 | 民主党 | ぜブロン・バンス | 18 |
| 12 | マット・W・ランソム | 民主党 | 1872年1月30日 – 1895年3月3日 | 1876年再選 | 16 | 47                                                                      | 16 | 1879年選出 | 1879年3月4日 – 1894年4月14日 | 民主党 | ぜブロン・バンス | 18 |
| 12 | マット・W・ランソム | 民主党 | 1872年1月30日 – 1895年3月3日 | 1883年再選 | 17 | 48                                                                      | 16 | 1879年選出 | 1879年3月4日 – 1894年4月14日 | 民主党 | ぜブロン・バンス | 18 |
| 12 | マット・W・ランソム | 民主党 | 1872年1月30日 – 1895年3月3日 | 1883年再選 | 17 | 49                                                                      | 17 | 1884年再選 | 1879年3月4日 – 1894年4月14日 | 民主党 | ぜブロン・バンス | 18 |
| 12 | マット・W・ランソム | 民主党 | 1872年1月30日 – 1895年3月3日 | 1883年再選 | 17 | 50                                                                      | 17 | 1884年再選 | 1879年3月4日 – 1894年4月14日 | 民主党 | ぜブロン・バンス | 18 |
| 12 | マット・W・ランソム | 民主党 | 1872年1月30日 – 1895年3月3日 | 1889年再選 再選に失敗 | 18 | 51                                                                      | 17 | 1884年再選 | 1879年3月4日 – 1894年4月14日 | 民主党 | ぜブロン・バンス | 18 |
| 12 | マット・W・ランソム | 民主党 | 1872年1月30日 – 1895年3月3日 | 1889年再選 再選に失敗 | 18 | 52                                                                      | 18 | 1890年再選 死去 | 1879年3月4日 – 1894年4月14日 | 民主党 | ぜブロン・バンス | 18 |
| 12 | マット・W・ランソム | 民主党 | 1872年1月30日 – 1895年3月3日 | 1889年再選 再選に失敗 | 18 | 53                                                                      | 18 | 1890年再選 死去 | 1879年3月4日 – 1894年4月14日 | 民主党 | ぜブロン・バンス | 18 |
| 12 | マット・W・ランソム | 民主党 | 1872年1月30日 – 1895年3月3日 | 1889年再選 再選に失敗 | 18 |                                                                         | 18 | 1894年4月14日 – 1894年4月19日 | 空席 | 空席 | 空席 | |
| 12 | マット・W・ランソム | 民主党 | 1872年1月30日 – 1895年3月3日 | 1889年再選 再選に失敗 | 18 | バンスの任期を満了するため選出 後継の議員資格取得まで在職               | 18 | 1894年4月19日 – 1895年1月23日 | 民主党 | トーマス・J・ジャーヴィス | 19 | |
| 12 | マット・W・ランソム | 民主党 | 1872年1月30日 – 1895年3月3日 | 1889年再選 再選に失敗 | 18 | 1894年11月7日バンスの任期を満了するため選出 1895年1月23日議員資格を得る | 18 | 1895年1月23日 – 1903年3月3日 | 共和党 | ジーター・プリチャード | 20 | |
| 13 | マリオン・バトラー | 人民党 | 1895年3月4日 – 1901年3月3日 | 1894年選出 再選に失敗 | 19 | 1894年11月7日バンスの任期を満了するため選出 1895年1月23日議員資格を得る | 18 | 1895年1月23日 – 1903年3月3日 | 共和党 | ジーター・プリチャード | 20 | 54 |
| 13 | マリオン・バトラー | 人民党 | 1895年3月4日 – 1901年3月3日 | 1894年選出 再選に失敗 | 19 | 55                                                                      | 19 | 1895年1月23日 – 1903年3月3日 | 共和党 | ジーター・プリチャード | 20 | 1897年1月20日再選 再選に失敗 |
| 13 | マリオン・バトラー | 人民党 | 1895年3月4日 – 1901年3月3日 | 1894年選出 再選に失敗 | 19 | 56                                                                      | 19 | 1895年1月23日 – 1903年3月3日 | 共和党 | ジーター・プリチャード | 20 | 1897年1月20日再選 再選に失敗 |
| 14 | ファーニフォールド・シモンズ | 民主党 | 1901年3月4日 – 1931年3月3日 | 1901年1月22日選出 | 20 | 57                                                                      | 19 | 1895年1月23日 – 1903年3月3日 | 共和党 | ジーター・プリチャード | 20 | 1897年1月20日再選 再選に失敗 |
| 14 | ファーニフォールド・シモンズ | 民主党 | 1901年3月4日 – 1931年3月3日 | 1901年1月22日選出 | 20 | 58                                                                      | 20 | 1903年選出 | 1903年3月4日 – 1930年12月12日 | 民主党 | リー・S・オーヴァーマン | 21 |
| 14 | ファーニフォールド・シモンズ | 民主党 | 1901年3月4日 – 1931年3月3日 | 1901年1月22日選出 | 20 | 59                                                                      | 20 | 1903年選出 | 1903年3月4日 – 1930年12月12日 | 民主党 | リー・S・オーヴァーマン | 21 |
| 14 | ファーニフォールド・シモンズ | 民主党 | 1901年3月4日 – 1931年3月3日 | 1907年1月22日再選 | 21 | 60                                                                      | 20 | 1903年選出 | 1903年3月4日 – 1930年12月12日 | 民主党 | リー・S・オーヴァーマン | 21 |
| 14 | ファーニフォールド・シモンズ | 民主党 | 1901年3月4日 – 1931年3月3日 | 1907年1月22日再選 | 21 | 61                                                                      | 21 | 1909年1月19日再選 | 1903年3月4日 – 1930年12月12日 | 民主党 | リー・S・オーヴァーマン | 21 |
| 14 | ファーニフォールド・シモンズ | 民主党 | 1901年3月4日 – 1931年3月3日 | 1907年1月22日再選 | 21 | 62                                                                      | 21 | 1909年1月19日再選 | 1903年3月4日 – 1930年12月12日 | 民主党 | リー・S・オーヴァーマン | 21 |
| 14 | ファーニフォールド・シモンズ | 民主党 | 1901年3月4日 – 1931年3月3日 | 1913年1月21日再選 | 22 | 63                                                                      | 21 | 1909年1月19日再選 | 1903年3月4日 – 1930年12月12日 | 民主党 | リー・S・オーヴァーマン | 21 |
| 14 | ファーニフォールド・シモンズ | 民主党 | 1901年3月4日 – 1931年3月3日 | 1913年1月21日再選 | 22 | 64                                                                      | 22 | 1914年再選 | 1903年3月4日 – 1930年12月12日 | 民主党 | リー・S・オーヴァーマン | 21 |
| 14 | ファーニフォールド・シモンズ | 民主党 | 1901年3月4日 – 1931年3月3日 | 1913年1月21日再選 | 22 | 65                                                                      | 22 | 1914年再選 | 1903年3月4日 – 1930年12月12日 | 民主党 | リー・S・オーヴァーマン | 21 |
| 14 | ファーニフォールド・シモンズ | 民主党 | 1901年3月4日 – 1931年3月3日 | 1918年再選 | 23 | 66                                                                      | 22 | 1914年再選 | 1903年3月4日 – 1930年12月12日 | 民主党 | リー・S・オーヴァーマン | 21 |
| 14 | ファーニフォールド・シモンズ | 民主党 | 1901年3月4日 – 1931年3月3日 | 1918年再選 | 23 | 67                                                                      | 23 | 1920年再選 | 1903年3月4日 – 1930年12月12日 | 民主党 | リー・S・オーヴァーマン | 21 |
| 14 | ファーニフォールド・シモンズ | 民主党 | 1901年3月4日 – 1931年3月3日 | 1918年再選 | 23 | 68                                                                      | 23 | 1920年再選 | 1903年3月4日 – 1930年12月12日 | 民主党 | リー・S・オーヴァーマン | 21 |
| 14 | ファーニフォールド・シモンズ | 民主党 | 1901年3月4日 – 1931年3月3日 | 1924年再選 再指名に失敗 | 24 | 69                                                                      | 23 | 1920年再選 | 1903年3月4日 – 1930年12月12日 | 民主党 | リー・S・オーヴァーマン | 21 |
| 14 | ファーニフォールド・シモンズ | 民主党 | 1901年3月4日 – 1931年3月3日 | 1924年再選 再指名に失敗 | 24 | 70                                                                      | 24 | 1926年再選 死去 | 1903年3月4日 – 1930年12月12日 | 民主党 | リー・S・オーヴァーマン | 21 |
| 14 | ファーニフォールド・シモンズ | 民主党 | 1901年3月4日 – 1931年3月3日 | 1924年再選 再指名に失敗 | 24 | 71                                                                      | 24 | 1926年再選 死去 | 1903年3月4日 – 1930年12月12日 | 民主党 | リー・S・オーヴァーマン | 21 |
| 14 | ファーニフォールド・シモンズ | 民主党 | 1901年3月4日 – 1931年3月3日 | 1924年再選 再指名に失敗 | 24 | オーヴァーマンの任期を引き継ぐため任命 再選に失敗                       | 24 | 1930年12月13日 – 1932年12月4日 | 民主党 | キャメロン・A・モリソン | 22 | |
| 15 | ジョサイア・ベイリー | 民主党 | 1931年3月4日 – 1946年12月15日 | 1930年選出 | 25 | オーヴァーマンの任期を引き継ぐため任命 再選に失敗                       | 24 | 1930年12月13日 – 1932年12月4日 | 民主党 | キャメロン・A・モリソン | 22 | 72 |
| 15 | ジョサイア・ベイリー | 民主党 | 1931年3月4日 – 1946年12月15日 | 1930年選出 | 25 | オーヴァーマンの任期を満了するため選出                                  | 24 | 1932年12月5日 – 1945年1月3日 | 民主党 | ロバート・レイノルズ | 23 | 72 |
| 15 | ジョサイア・ベイリー | 民主党 | 1931年3月4日 – 1946年12月15日 | 1930年選出 | 25 | 73                                                                      | 25 | 1932年12月5日 – 1945年1月3日 | 民主党 | ロバート・レイノルズ | 23 | 1932年選出 |
| 15 | ジョサイア・ベイリー | 民主党 | 1931年3月4日 – 1946年12月15日 | 1930年選出 | 25 | 74                                                                      | 25 | 1932年12月5日 – 1945年1月3日 | 民主党 | ロバート・レイノルズ | 23 | 1932年選出 |
| 15 | ジョサイア・ベイリー | 民主党 | 1931年3月4日 – 1946年12月15日 | 1936年再選 | 26 | 75                                                                      | 25 | 1932年12月5日 – 1945年1月3日 | 民主党 | ロバート・レイノルズ | 23 | 1932年選出 |
| 15 | ジョサイア・ベイリー | 民主党 | 1931年3月4日 – 1946年12月15日 | 1936年再選 | 26 | 76                                                                      | 26 | 1932年12月5日 – 1945年1月3日 | 民主党 | ロバート・レイノルズ | 23 | 1938年再選 引退 |
| 15 | ジョサイア・ベイリー | 民主党 | 1931年3月4日 – 1946年12月15日 | 1936年再選 | 26 | 77                                                                      | 26 | 1932年12月5日 – 1945年1月3日 | 民主党 | ロバート・レイノルズ | 23 | 1938年再選 引退 |
| 15 | ジョサイア・ベイリー | 民主党 | 1931年3月4日 – 1946年12月15日 | 1942年再選 死去 | 27 | 78                                                                      | 26 | 1932年12月5日 – 1945年1月3日 | 民主党 | ロバート・レイノルズ | 23 | 1938年再選 引退 |
| 15 | ジョサイア・ベイリー | 民主党 | 1931年3月4日 – 1946年12月15日 | 1942年再選 死去 | 27 | 79                                                                      | 27 | 1944年選出 | 1945年1月3日 – 1954年5月12日 | 民主党 | クライド・R・ホーイ | 24 |
| 空席 | 空席 | 空席 | 1946年12月15日 – 1946年12月18日 | | 27 | 79                                                                      | 27 | 1944年選出 | 1945年1月3日 – 1954年5月12日 | 民主党 | クライド・R・ホーイ | 24 |
| 16 | ウィリアム・アムステッド | 民主党 | 1946年12月18日 – 1948年12月30日 | ベイリーの任期を引き継ぐため任命 再選に失敗 | 27 | 79                                                                      | 27 | 1944年選出 | 1945年1月3日 – 1954年5月12日 | 民主党 | クライド・R・ホーイ | 24 |
| 16 | ウィリアム・アムステッド | 民主党 | 1946年12月18日 – 1948年12月30日 | ベイリーの任期を引き継ぐため任命 再選に失敗 | 27 | 第80議会                                                                | 27 | 1944年選出 | 1945年1月3日 – 1954年5月12日 | 民主党 | クライド・R・ホーイ | 24 |
| 17 | J・メルヴィル・ブロートン | 民主党 | 1948年12月31日 – 1949年3月6日 | ベイリーの任期を満了するため選出 | 27 |                                                                         | 27 | 1944年選出 | 1945年1月3日 – 1954年5月12日 | 民主党 | クライド・R・ホーイ | 24 |
| 17 | J・メルヴィル・ブロートン | 民主党 | 1948年12月31日 – 1949年3月6日 | 1948年選出 死去 | 28 | 81                                                                      | 27 | 1944年選出 | 1945年1月3日 – 1954年5月12日 | 民主党 | クライド・R・ホーイ | 24 |
| 空席 | 空席 | 空席 | 1949年3月6日 – 1949年3月29日 | | 28 | 81                                                                      | 27 | 1944年選出 | 1945年1月3日 – 1954年5月12日 | 民主党 | クライド・R・ホーイ | 24 |
| 18 | フランク・グレアム | 民主党 | 1949年3月29日 – 1950年11月26日 | ブロートンの任期を引き継ぐため任命 再指名に失敗 | 28 | 81                                                                      | 27 | 1944年選出 | 1945年1月3日 – 1954年5月12日 | 民主党 | クライド・R・ホーイ | 24 |
| 19 | ウィリス・スミス | 民主党 | 1950年11月27日 – 1953年6月26日 | ブロートンの任期を満了するため選出 死去 | 28 | 81                                                                      | 27 | 1944年選出 | 1945年1月3日 – 1954年5月12日 | 民主党 | クライド・R・ホーイ | 24 |
| 19 | ウィリス・スミス | 民主党 | 1950年11月27日 – 1953年6月26日 | ブロートンの任期を満了するため選出 死去 | 28 | 82                                                                      | 28 | 1950年再選 死去 | 1945年1月3日 – 1954年5月12日 | 民主党 | クライド・R・ホーイ | 24 |
| 19 | ウィリス・スミス | 民主党 | 1950年11月27日 – 1953年6月26日 | ブロートンの任期を満了するため選出 死去 | 28 | 83                                                                      | 28 | 1950年再選 死去 | 1945年1月3日 – 1954年5月12日 | 民主党 | クライド・R・ホーイ | 24 |
| 19 | ウィリス・スミス | 民主党 | 1950年11月27日 – 1953年6月26日 | ブロートンの任期を満了するため選出 死去 | 28 |                                                                         | 28 | 1954年5月12日 – 1954年6月5日 | 空席 | 空席 | 空席 | |
| 19 | ウィリス・スミス | 民主党 | 1950年11月27日 – 1953年6月26日 | ブロートンの任期を満了するため選出 死去 | 28 | ホーイの任期を引き継ぐため任命 ホーイの任期を満了するため選出           | 28 | 1954年6月5日 – 1974年12月31日 | 民主党 | サム・アーヴィン | 25 | |
| 空席 | 空席 | 空席 | 1953年6月26日 – 1953年7月10日 | | 28 | ホーイの任期を引き継ぐため任命 ホーイの任期を満了するため選出           | 28 | 1954年6月5日 – 1974年12月31日 | 民主党 | サム・アーヴィン | 25 | |
| 20 | オールトン・A・レノン | 民主党 | 1953年7月10日 – 1954年11月28日 | スミスの任期を引き継ぐため任命 再指名に失敗 | 28 | ホーイの任期を引き継ぐため任命 ホーイの任期を満了するため選出           | 28 | 1954年6月5日 – 1974年12月31日 | 民主党 | サム・アーヴィン | 25 | |
| 21 | W・カー・スコット | 民主党 | 1954年11月29日 – 1958年4月16日 | スミスの任期を満了するため選出 | 28 | ホーイの任期を引き継ぐため任命 ホーイの任期を満了するため選出           | 28 | 1954年6月5日 – 1974年12月31日 | 民主党 | サム・アーヴィン | 25 | |
| 21 | W・カー・スコット | 民主党 | 1954年11月29日 – 1958年4月16日 | 1954年選出 死去 | 29 | ホーイの任期を引き継ぐため任命 ホーイの任期を満了するため選出           | 28 | 1954年6月5日 – 1974年12月31日 | 民主党 | サム・アーヴィン | 25 | 84 |
| 21 | W・カー・スコット | 民主党 | 1954年11月29日 – 1958年4月16日 | 1954年選出 死去 | 29 | 85                                                                      | 29 | 1954年6月5日 – 1974年12月31日 | 民主党 | サム・アーヴィン | 25 | 1956年再選 |
| 空席 | 空席 | 空席 | 1958年4月16日 – 1958年4月19日 | | 29 | 85                                                                      | 29 | 1954年6月5日 – 1974年12月31日 | 民主党 | サム・アーヴィン | 25 | 1956年再選 |
| 22 | B・エヴァレット・ジョーダン | 民主党 | 1958年4月19日 – 1973年1月3日 | スコットの任期を引き継ぐため任命 スコットの任期を満了するため選出 | 29 | 85                                                                      | 29 | 1954年6月5日 – 1974年12月31日 | 民主党 | サム・アーヴィン | 25 | 1956年再選 |
| 22 | B・エヴァレット・ジョーダン | 民主党 | 1958年4月19日 – 1973年1月3日 | スコットの任期を引き継ぐため任命 スコットの任期を満了するため選出 | 29 | 86                                                                      | 29 | 1954年6月5日 – 1974年12月31日 | 民主党 | サム・アーヴィン | 25 | 1956年再選 |
| 22 | B・エヴァレット・ジョーダン | 民主党 | 1958年4月19日 – 1973年1月3日 | 1960年再選 | 30 | 87                                                                      | 29 | 1954年6月5日 – 1974年12月31日 | 民主党 | サム・アーヴィン | 25 | 1956年再選 |
| 22 | B・エヴァレット・ジョーダン | 民主党 | 1958年4月19日 – 1973年1月3日 | 1960年再選 | 30 | 88                                                                      | 30 | 1954年6月5日 – 1974年12月31日 | 民主党 | サム・アーヴィン | 25 | 1962年再選 |
| 22 | B・エヴァレット・ジョーダン | 民主党 | 1958年4月19日 – 1973年1月3日 | 1960年再選 | 30 | 89                                                                      | 30 | 1954年6月5日 – 1974年12月31日 | 民主党 | サム・アーヴィン | 25 | 1962年再選 |
| 22 | B・エヴァレット・ジョーダン | 民主党 | 1958年4月19日 – 1973年1月3日 | 1966年再選 再指名に失敗 | 31 | 90                                                                      | 30 | 1954年6月5日 – 1974年12月31日 | 民主党 | サム・アーヴィン | 25 | 1962年再選 |
| 22 | B・エヴァレット・ジョーダン | 民主党 | 1958年4月19日 – 1973年1月3日 | 1966年再選 再指名に失敗 | 31 | 91                                                                      | 31 | 1954年6月5日 – 1974年12月31日 | 民主党 | サム・アーヴィン | 25 | 1968年再選 引退、任期満了前に辞職 |
| 22 | B・エヴァレット・ジョーダン | 民主党 | 1958年4月19日 – 1973年1月3日 | 1966年再選 再指名に失敗 | 31 | 92                                                                      | 31 | 1954年6月5日 – 1974年12月31日 | 民主党 | サム・アーヴィン | 25 | 1968年再選 引退、任期満了前に辞職 |
| 23 | ジェシー・ヘルムズ | 共和党 | 1973年1月3日 – 2003年1月3日 | 1972年選出 | 32 | 93                                                                      | 31 | 1954年6月5日 – 1974年12月31日 | 民主党 | サム・アーヴィン | 25 | 1968年再選 引退、任期満了前に辞職 |
| 23 | ジェシー・ヘルムズ | 共和党 | 1973年1月3日 – 2003年1月3日 | 1972年選出 | 32 | 93                                                                      | 31 | | 1974年12月31日 – 1975年1月3日 | 空席 | 空席 | 空席 |
| 23 | ジェシー・ヘルムズ | 共和党 | 1973年1月3日 – 2003年1月3日 | 1972年選出 | 32 | 94                                                                      | 32 | 1974年選出 再選に失敗 | 1975年1月3日 – 1981年1月3日 | 民主党 | ロバート・B・モーガン | 26 |
| 23 | ジェシー・ヘルムズ | 共和党 | 1973年1月3日 – 2003年1月3日 | 1972年選出 | 32 | 95                                                                      | 32 | 1974年選出 再選に失敗 | 1975年1月3日 – 1981年1月3日 | 民主党 | ロバート・B・モーガン | 26 |
| 23 | ジェシー・ヘルムズ | 共和党 | 1973年1月3日 – 2003年1月3日 | 1978年再選 | 33 | 96                                                                      | 32 | 1974年選出 再選に失敗 | 1975年1月3日 – 1981年1月3日 | 民主党 | ロバート・B・モーガン | 26 |
| 23 | ジェシー・ヘルムズ | 共和党 | 1973年1月3日 – 2003年1月3日 | 1978年再選 | 33 | 97                                                                      | 33 | 1980年選出 死去 | 1981年1月3日 – 1986年6月29日 | 共和党 | ジョン・P・イースト | 27 |
| 23 | ジェシー・ヘルムズ | 共和党 | 1973年1月3日 – 2003年1月3日 | 1978年再選 | 33 | 98                                                                      | 33 | 1980年選出 死去 | 1981年1月3日 – 1986年6月29日 | 共和党 | ジョン・P・イースト | 27 |
| 23 | ジェシー・ヘルムズ | 共和党 | 1973年1月3日 – 2003年1月3日 | 1984年再選 | 34 | 99                                                                      | 33 | 1980年選出 死去 | 1981年1月3日 – 1986年6月29日 | 共和党 | ジョン・P・イースト | 27 |
| 23 | ジェシー・ヘルムズ | 共和党 | 1973年1月3日 – 2003年1月3日 | 1984年再選 | 34 | 99                                                                      | 33 | | 1986年6月29日 – 1986年7月14日 | 空席 | 空席 | 空席 |
| 23 | ジェシー・ヘルムズ | 共和党 | 1973年1月3日 – 2003年1月3日 | 1984年再選 | 34 | 99                                                                      | 33 | イーストの任期を引き継ぐため任命 再選に失敗 | 1986年7月14日 – 1986年11月4日 | 共和党 | ジェイムズ・T・ブロイヒル | 28 |
| 23 | ジェシー・ヘルムズ | 共和党 | 1973年1月3日 – 2003年1月3日 | 1984年再選 | 34 | 99                                                                      | 33 | イーストの任期を満了するため選出 | 1986年11月5日 – 1993年1月3日 | 民主党 | テリー・サンフォード | 29 |
| 23 | ジェシー・ヘルムズ | 共和党 | 1973年1月3日 – 2003年1月3日 | 1984年再選 | 34 | 100                                                                     | 34 | 1986年選出 再選に失敗 | 1986年11月5日 – 1993年1月3日 | 民主党 | テリー・サンフォード | 29 |
| 23 | ジェシー・ヘルムズ | 共和党 | 1973年1月3日 – 2003年1月3日 | 1984年再選 | 34 | 101                                                                     | 34 | 1986年選出 再選に失敗 | 1986年11月5日 – 1993年1月3日 | 民主党 | テリー・サンフォード | 29 |
| 23 | ジェシー・ヘルムズ | 共和党 | 1973年1月3日 – 2003年1月3日 | 1990年再選 | 35 | 102                                                                     | 34 | 1986年選出 再選に失敗 | 1986年11月5日 – 1993年1月3日 | 民主党 | テリー・サンフォード | 29 |
| 23 | ジェシー・ヘルムズ | 共和党 | 1973年1月3日 – 2003年1月3日 | 1990年再選 | 35 | 103                                                                     | 35 | 1992年選出 再選に失敗 | 1993年1月3日 – 1999年1月3日 | 共和党 | ローチ・フェアクロス | 30 |
| 23 | ジェシー・ヘルムズ | 共和党 | 1973年1月3日 – 2003年1月3日 | 1990年再選 | 35 | 104                                                                     | 35 | 1992年選出 再選に失敗 | 1993年1月3日 – 1999年1月3日 | 共和党 | ローチ・フェアクロス | 30 |
| 23 | ジェシー・ヘルムズ | 共和党 | 1973年1月3日 – 2003年1月3日 | 1996年再選 引退 | 36 | 105                                                                     | 35 | 1992年選出 再選に失敗 | 1993年1月3日 – 1999年1月3日 | 共和党 | ローチ・フェアクロス | 30 |
| 23 | ジェシー・ヘルムズ | 共和党 | 1973年1月3日 – 2003年1月3日 | 1996年再選 引退 | 36 | 106                                                                     | 36 | 1998年選出 大統領選出馬のため引退 | 1999年1月3日 – 2005年1月3日 | 民主党 | ジョン・エドワーズ | 31 |
| 23 | ジェシー・ヘルムズ | 共和党 | 1973年1月3日 – 2003年1月3日 | 1996年再選 引退 | 36 | 107                                                                     | 36 | 1998年選出 大統領選出馬のため引退 | 1999年1月3日 – 2005年1月3日 | 民主党 | ジョン・エドワーズ | 31 |
| 24 | エリザベス・ドール | 共和党 | 2003年1月3日 – 2009年1月3日 | 2002年選出 再選に失敗 | 37 | 108                                                                     | 36 | 1998年選出 大統領選出馬のため引退 | 1999年1月3日 – 2005年1月3日 | 民主党 | ジョン・エドワーズ | 31 |
| 24 | エリザベス・ドール | 共和党 | 2003年1月3日 – 2009年1月3日 | 2002年選出 再選に失敗 | 37 | 109                                                                     | 37 | 2004年選出 | 2005年1月3日 – 現職 | 共和党 | リチャード・バー | 32 |
| 24 | エリザベス・ドール | 共和党 | 2003年1月3日 – 2009年1月3日 | 2002年選出 再選に失敗 | 37 | 110                                                                     | 37 | 2004年選出 | 2005年1月3日 – 現職 | 共和党 | リチャード・バー | 32 |
| 25 | ケイ・ヘイガン | 民主党 | 2009年1月3日 – 2015年1月3日 | 2008年選出 再選に失敗 | 38 | 111                                                                     | 37 | 2004年選出 | 2005年1月3日 – 現職 | 共和党 | リチャード・バー | 32 |
| 25 | ケイ・ヘイガン | 民主党 | 2009年1月3日 – 2015年1月3日 | 2008年選出 再選に失敗 | 38 | 112                                                                     | 38 | 2010年再選 | 2005年1月3日 – 現職 | 共和党 | リチャード・バー | 32 |
| 25 | ケイ・ヘイガン | 民主党 | 2009年1月3日 – 2015年1月3日 | 2008年選出 再選に失敗 | 38 | 113                                                                     | 38 | 2010年再選 | 2005年1月3日 – 現職 | 共和党 | リチャード・バー | 32 |
| 26 | トム・ティリス | 共和党 | 2015年1月3日 – 現職 | 2014年選出 | 39 | 114                                                                     | 38 | 2010年再選 | 2005年1月3日 – 現職 | 共和党 | リチャード・バー | 32 |
| 26 | トム・ティリス | 共和党 | 2015年1月3日 – 現職 | 2014年選出 | 39 | 115                                                                     | 39 | 2016年再選 | 2005年1月3日 – 現職 | 共和党 | リチャード・バー | 32 |
| 26 | トム・ティリス | 共和党 | 2015年1月3日 – 現職 | 2014年選出 | 39 | 116                                                                     | 39 | 2016年再選 | 2005年1月3日 – 現職 | 共和党 | リチャード・バー | 32 |
| 26 | トム・ティリス | 共和党 | 2015年1月3日 – 現職 | 2020年再選 | 40 | 117                                                                     | 39 | 2016年再選 | 2005年1月3日 – 現職 | 共和党 | リチャード・バー | 32 |
| 26 | トム・ティリス | 共和党 | 2015年1月3日 – 現職 | 2020年再選 | 40 | 118                                                                     | 40 | 2022年改選予定 | 2022年改選予定 | 2022年改選予定 | 2022年改選予定 | 2022年改選予定 |
| 26 | トム・ティリス | 共和党 | 2015年1月3日 – 現職 | 2020年再選 | 40 | 119                                                                     | 40 | 2022年改選予定 | 2022年改選予定 | 2022年改選予定 | 2022年改選予定 | 2022年改選予定 |
| 2026年改選予定 | 2026年改選予定 | 2026年改選予定 | 2026年改選予定 | 2026年改選予定 | 41 | 120                                                                     | 40 | 2022年改選予定 | 2022年改選予定 | 2022年改選予定 | 2022年改選予定 | 2022年改選予定 |
| # | 氏名 | 所属政党 | 在職期間 | 選挙歴 | 任 期 |                                                                         | 任 期 | 選挙歴 | 在職期間 | 所属政党 | 氏名 | # |
| 第2部 | 第2部 | 第2部 | 第2部 | 第2部 | 第2部 | 第3部                                                                   | 第3部 | 第3部 | 第3部 | 第3部 | 第3部 | |